# Фишзон-Рысс, Юрий Израилевич
Юрий Израилевич Фишзон-Рысс (16 ноября 1919, Ростов-на-Дону — 5 декабря 1998) — советский врач, учёный в области гастроэнтерологии. Доктор медицинских наук, профессор. Участник Великой Отечественной войны.

## Биография
Родился 16 ноября 1919 года в городе Ростов-на-Дону. Окончил Первый Ленинградский медицинский институт им. Павлова (1941).
Был призван в Красную армию 5 сентября 1941 года. Во время Великой Отечественной войны служил на Ленинградском фронте, был командиром санитарной роты (1941-44), а затем — старшим врачом полка (1944-45).
Вышел в отставку в звании полковника медицинской службы, после чего был профессором кафедры пропедевтической терапииЛенинградского санитарно-гигиенического института. Является автором около 96 научных работ в области гастроэнтерологии.
Ю. И. Фишзон-Рысс умер 5 декабря 1998 года.
Похоронен на Серафимовском кладбище Санкт-Петербурга.

## Основные работы
- Гастро-дуоданальные язвы. — Ленинград : Медицина. Ленингр. отд-ние, 1978.
- Гастриты. — Ленинград : Медицина. Ленингр. отд-ние, 1974.
- Современные методы исследования желудочной секреции: (Методики, нормативы, клинич. значение). — Ленинград : Медицина. Ленингр. отд-ние, 1972.
- Холинолитики в лечении желудочных заболеваний. — Ленинград: Медицина. Ленингр. отд-ние, 1969.
- Частная патология внутренних болезней: Метод. пособие для студентов мед. ин-тов / М-во здравоохранения РСФСР, Ленингр. сан.-гигиен. мед. ин-т; [Сост. профессора Ц. Г. Масевич, Ю. И. Фишзон-Рысс, доценты Т. А. Барсукова, Т. Н. Забелина] ; Под ред. проф. Ц. Г. Масевича. — Ленинград: ЛСГМИ, 1978.
- Антихолинергические средства в терапии язвенной болезни и хронического гастрита: (Клиническое и клинико-фармакол. исследование): (Внутренние болезни № 754) : Автореферат дис. на соискание ученой степени доктора медицинских наук / Воен.-мед. ордена Ленина Краснознам. акад. им. С. М. Кирова. — Ленинград, 1968.

## Награды
- Орден Красной Звезды[3] (дважды-1944, 1956)
- Медаль «За победу над Германией в Великой Отечественной войне 1941—1945 гг.»[4]
- Медаль «За оборону Ленинграда»[5]
- Орден Отечественной войны II степени[6]